# Acronyctodes mexicanaria
Acronyctodes mexicanaria là một loài bướm đêm trong họ Geometridae.